# Eugralla
Genre
Eugralla est un genre monotypique de passereaux de la famille des Rhinocryptidés. Il se trouve à l'état naturel au Chili et en Argentine.

## Liste des espèces
Selon la classification de référence du Congrès ornithologique international (version 6.4, 2016) :
- Eugralla paradoxa — Mérulaxe à flancs ocres, Mérulaxe de Kittlitz, Tapacule à flancs ocrés (Kittlitz, 1830)